# セーケイ・ベルタラン

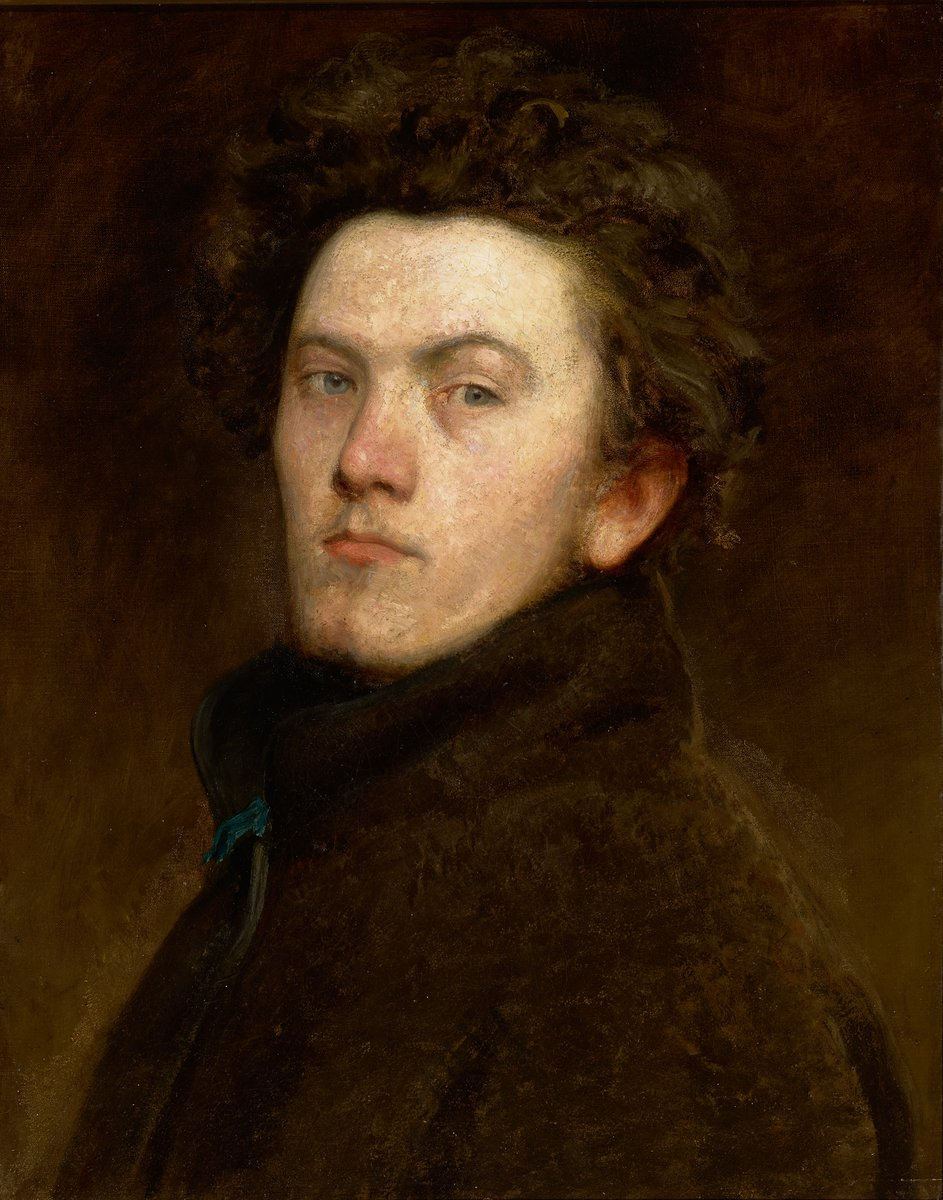
自画像（1860年）

アダモスのセーケイ・ベルタラン （Ádámosi Székely Bertalan）は、ハンガリーの画家である。1835年5月8日、コロジュヴァールに生まれ、1910年8月21日、ブダペシュトで亡くなった。ロマン主義絵画、且つ、アカデミスムに即した絵画の制作を始め、ハンガリーの歴史に関する歴史画を描く画家のうちで最も重要な人物の一人となった。主要作品は、「ラヨシュ2世の遺体の発見」「エゲル城の女たち」「モハーチの戦い」「ラースロー5世とウルリク2世」など。ベルリン、ミュンヒェン、パリ、ホラントなど、西ヨーロッパの都市へ数次にわたる旅行を行い、当時の西欧の新思潮や新技術に触れた。その結果、円熟期以後には、ジャポニスムの流れを汲む作品（「日本女性」）や、映写機を使うフィルム作品も残している。

## 生涯

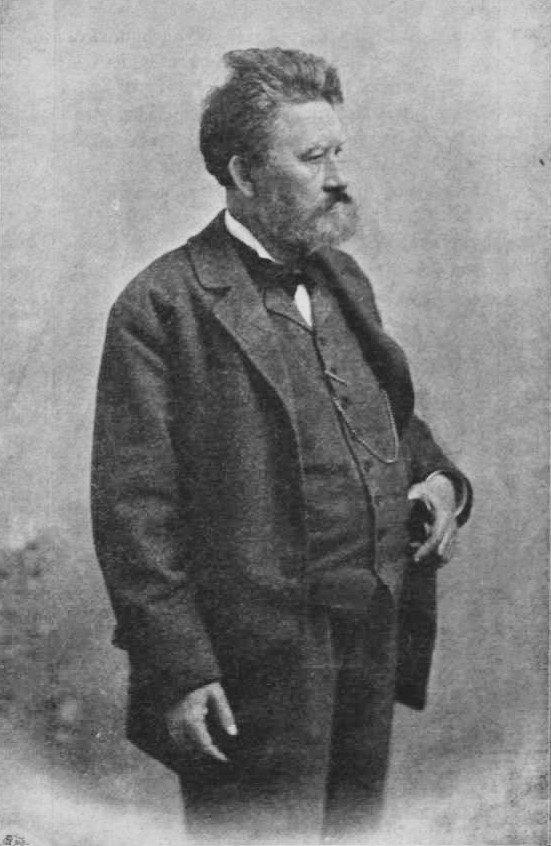
セーケイ・ベルタラン（1900年撮影）

トランシルヴァニアにおけるハンガリー系貴族の家系に生まれ、父はセーケイ・ダニエル（Dániel Székely）、母はケレメン・ヨハンナ（Johanna Kelemen）といった。父の職業は、法廷における主席書記官（kormányszéki fogalmazó）であった。出生地のコロジュヴァールは、現在はルーマニア領である。ウィーンに上京して、帝国美術アカデミーに進学、1851年から1855年までの間、ヨハン・ネポムク・ガイガーとカール・ラールに師事した。その後トランシルヴァニアに戻り、絵画を教えた。次にマルヒェンドルフのアイヒェルブルク伯爵に仕えることになる。1858年に、セーケイはマルヒェンドルフの町で Jeanette Kudrna と結婚した。
1859年の冬になるとミュンヒェンへ行き、カール・フォン・ピロティの下で研鑽を積んだ。セーケイが歴史画の制作に大きな意義を見出したのは、この異邦の地、ミュンヒェンにおいてであった。当時はハンガリー史における激動の時代であった。時代の要請に応えるかたちでセーケイはドイツからハンガリーに戻り、発表する作品を通して、民族の栄光の過去及び国家の将来について、同時代人に自問自答させた。1862年にセーケイはペシュトに住み、1863年に行われたコンクールにおいて、作品『神聖ローマ皇帝カール7世の逃走』（Flucht des Kaisers Karl VII, バイエルン国立博物館蔵）で優勝した。これで得た賞金で1864年にはホラントとパリを旅行した。
1870年代には「女性の一生」の連作や「小舟の上の愛し合う二人」などの叙情的な作品を制作した。1880年以降は壁画制作にも乗り出した。セーケイ・ベルタランの壁画作品は、ブダ城の聖母被昇天教会、ペーチの大聖堂、ハンガリー国立歌劇場、ケチケメート市市役所などで見ることができる。また、1871年からは、装飾芸術大学（Mintarajziskola、ハンガリー国立芸術大学の前身）の教授も務めた。1902年には同大学の学長になった。
晩年は、エドワード・マイブリッジやエティエンヌ＝ジュール・マレイの動画像を記録する技術の研究にも興味を持ち、1905年の映画 II. mesteriskola では監督として名前が載っている。また、文学作品の分野にも重要な作品を残した。ペシュト近郊にある町、サダにあるセーケイの邸宅は、セーケイの没後、記念館として運用されている。

## 作品

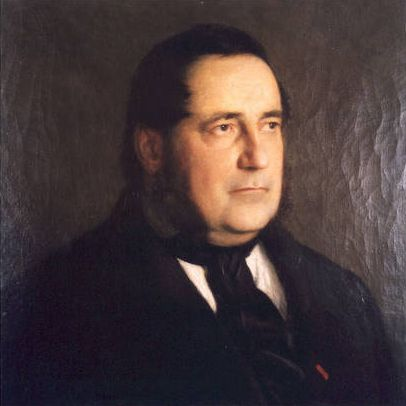
アーダルベルト・シュティフターの肖像 (1863)
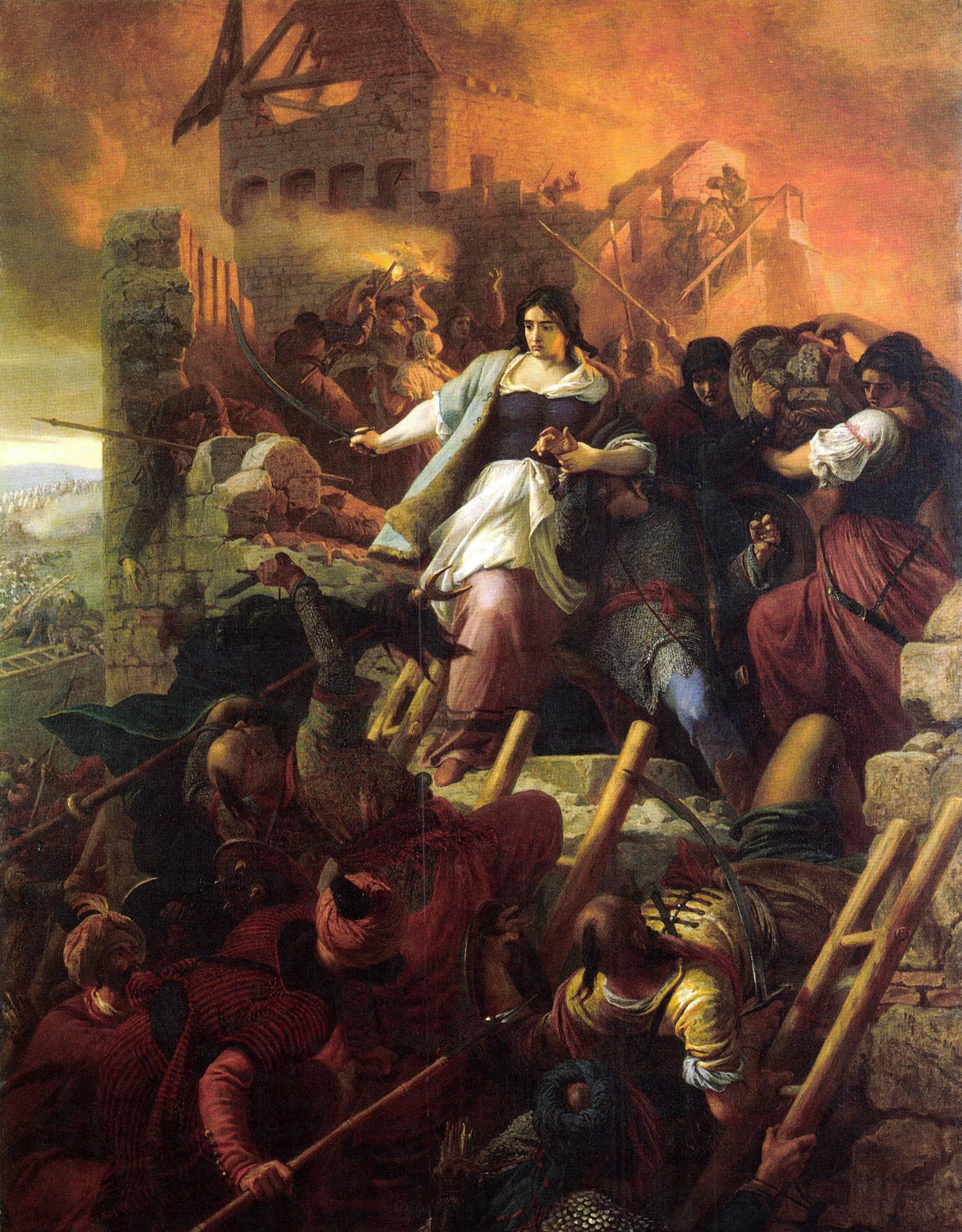
エゲル城の女たち（1867年）
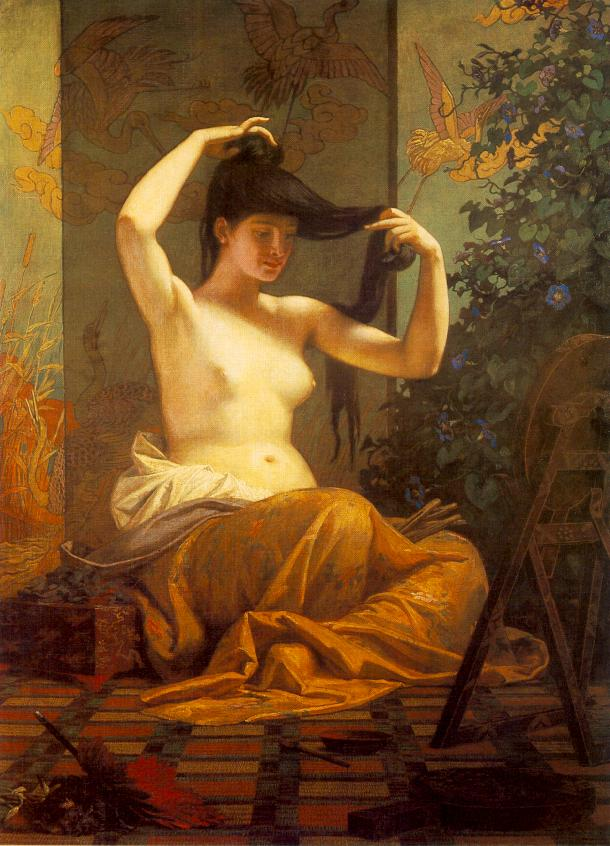
日本女性（1871年）
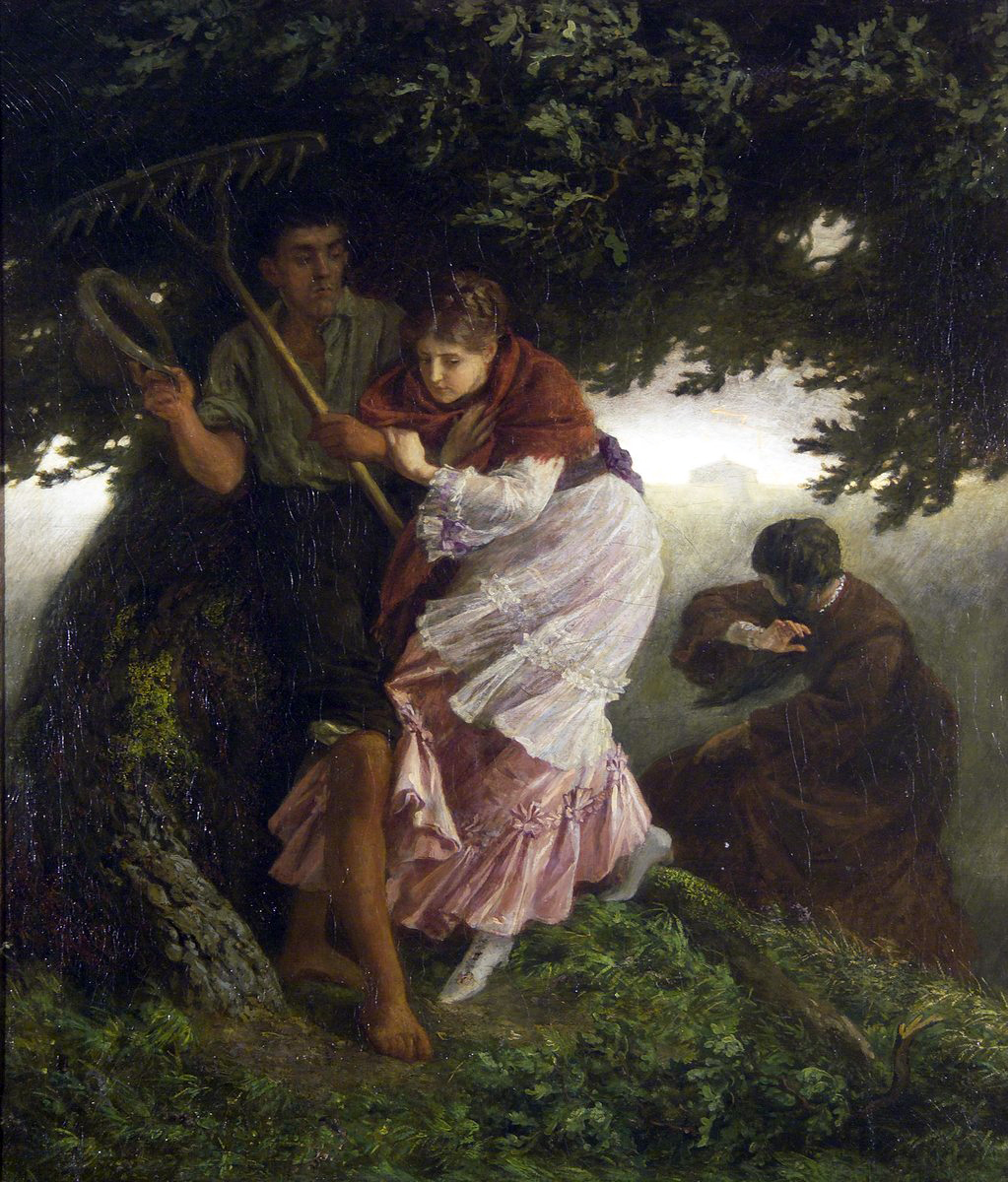
雷雨 (1875)

- Székely Bertalan válogatott művészeti írásai (芸術に関する論文選), introduction by László Maksay, Képzőművészeti Alap Kiadóvállalata, Budapest, 1962